# 中村咲哉
中村咲哉（1998年4月19日—）日本演員。

## 參與作品

### 電視劇
- 瞳（2008年3月31日－9月27日，NHK）：飾演 齐藤将太
- 天裝戰隊護星者（2010年2月14日－2011年2月6日，朝日電視台）：飾演 天知望

### 電影
- 天裝戰隊護星者VS真劍者 Epic on 銀幕（2011年1月22日，東映）：飾演 天知望